# Sultoprida
La Sultoprida es un antipsicótico atípico de la misma clase química que la sulpirida (es decir, derivado de las benzamidas).
A diferencia de la sulpirida, la sultoprida parece pasar la barrera hematoencefálica más fácilmente que la sulpirida. La acción de la sultoprida a dosis antipsicóticas excede el bloqueo del receptor de dopamina D2 para incluir el antagonismo de los receptores D3 y 5-HT7. No está claro si la elevada ocupación de los receptores D2/D3 se debe principalmente a la desorganización de la barrera hematoencefálica específica para la edad o la enfermedad, pero es un área importante de investigación futura, ya que tiene implicaciones más allá de la prescripción de antipsicóticos. El agonismo del receptor del ácido GHB puede contribuir a sus propiedades. Al igual que la sulpirida, bajas dosis de sultoprida bloquean predominantemente los autorreceptores dopaminérgicos, lo que facilita la liberación de dopamina. Esta acción, así como su antagonismo del receptor 5-HT7, probablemente explique su eficacia a dosis bajas para tratar la depresión. La Sultoprida no está aprobada actualmente en los Estados Unidos.

## Uso indicado
El fármaco se usa tanto en psicosis como en esquizofrenia. También se ha utilizado en el manejo urgente de la agitación en pacientes psicóticos o agresivos. Se administra como clorhidrato, pero las dosis se expresan en términos de la base; clorhidrato de sultoprida, es decir 441 mg es equivalente a aproximadamente 400 mg de sultoprida.
Aunque es considerada un derivado de la benzamida de baja potencia, la sultoprida es 4 a 6 veces más potente que la sulpirida por lo que su administración oral causa un aumento importante (relacionado con la dosis) de los niveles de prolactina sérica en la rata.

## Uso en embarazo y lactancia
Embarazo
Según estudios, la sultoprida no afectó el establecimiento del embarazo, el desarrollo del recién nacido o la fertilidad en ratas; tampoco hubo evidencia que sugiera teratogenicidad. Sin embargo, no se considera prudente emplearlo en hembras humanas.
Lactancia
Al igual que la sulpirida, la sultoprida promueve la excreción de la prolactina. No hay estudios en hembras humanas por lo que no se aconseja su uso como galactogogo.